# Convento de Franciscanos Descalzos (El Puente del Arzobispo)
El convento de Franciscanos Descalzos fue un convento ubicado en la localidad española de El Puente del Arzobispo, en la provincia de Toledo. En la actualidad solo queda de él su iglesia.

## Descripción
El convento de Padres Franciscanos Descalzos fue construido entre los años 1617 y 1620, costeado por el hidalgo Juan de Villarroel y por la villa, que sufragó los gastos con sus limosnas. La iglesia en su totalidad la pagó el referido hidalgo puenteño. En la época se define como una buena construcción con una bóveda o sepulcro, y se da cuenta de que estaba regido por un patronato. En su iglesia, que medía 39 pasos, tenía cinco altares y un retablo mayor, se veneraba la imagen de Nuestra Señora del Majano, advocación que se debe a que, según la tradición, la Virgen se apareció sobre un montón de cantos o majano a un sacristán de Alía (hoy en Cáceres, antes en la tierra de Talavera y provincia de Toledo, hasta 1833). El convento estaba dotado con dieciséis celdas, dos oficinas y claustro bajo y alto. El primer guardián del convento fue el padre Fray Sebastián de San Francisco, gran predicador que llegaría a ser elegido provincial de la Orden.
La documentación conservada señala que la iglesia del convento se estaba construyendo en 1618 y dispone que se termine en 1620, pero en ninguno de los codicilios, de ese año y de 1621, se dice nada del estado de las obras; sólo que las caballerías propiedad de Juan de Villarroel debían transportar materiales. El hidalgo da instrucciones para que todos los documentos de sus fundaciones y mandatos se depositen en una caja, que él mismo regala para que se guarde en el convento.
En el Catastro de Ensenada, elaborado en 1758, se citan doce religiosos franciscanos descalzos, dos coristas y cuatro legos, todos ellos del convento de Padres Franciscanos de esta villa. Nueve años más tarde, se cuenta que el convento está situado extramuros, a su lado oriental; pertenece a la provincia de Santa Fe; lo habitan 18 religiosos, entre sacerdotes y legos; cuenta con una frondosa y amena huerta; se construyó de limosna en dos años y medio; y en la iglesia está enterrado el hidalgo don Juan de Villarroel. Allí se predicaban en Semana Santa tres sermones que pagaba la villa.
Finalizada la Guerra de la Independencia, el rey Fernando VII dispuso la vuelta a sus comunidades y conventos de los religiosos que se habían visto forzado a abandonarlas. Al amparo de esa voluntad real, Urbano Martín se trasladó a la localidad como guardián con algunos frailes, iniciando su vida conventual. En 1815, Urbano Martín solicita que se restaure el edificio conventual, a costa de los bienes de Antonio Trujillo, alias “El Mangajo”, acusándole de haberlo comprado y destruido durante el tiempo que permaneció siendo corregidor del Gobierno de José I. El denunciante manifiesta que el tal Trujillo, vecino que fue del lugar, se quedó en este pueblo cuando entraron los franceses, haciendo de corregidor por nombramiento de los invasores: “Hizo destechar y destruir las celdas, claustro, iglesia en parte y demás oficinas del convento, material que vendió a cuantos forasteros quisieron comprarlo, quedándose con su importe (…); en el Torrico hizo una casa para su hijastra, Anselma, cuando casó con el escribano Francisco Solano García”. El declarante asegura que los franceses no comenzaron a destruir el convento en tanto no lo hizo Trujillo; quien “conservó la librería y todo lo que quiso en las primeras entradas de los franceses”. Un testigo, Esteban García Rojo, declara que Francisco Solano García, marido de Anselma, había pedido a Trujillo, materiales del convento para construir su casa en El Torrico, para lo cual se desmanteló el convento. Solano había dicho que le venían bien las maderas, ladrillos y tejas. Algunos de estos materiales los vendió Trujillo a Valdeverdeja. Así pues, la destrucción del recinto conventual debe situarse en el primer cuarto del siglo XIX. Cuando se produjo el abandono definitivo por parte de la comunidad religiosa, las construcciones se emplearon como casas de labor y estabulación de vacas, y la iglesia como almacén de paja y aperos.
En los años noventa del siglo XX se produjo el derribo de todas las construcciones vinculadas al convento, incluidos los restos del claustro, con el fin de dedicar los terrenos (incluida la amplia huerta) a solar para la construcción de chalés. La promoción de viviendas no fue llevada a cabo, quedando el terreno sumido en el abandono, al igual que la iglesia, única superviviente del conjunto de edificaciones que integraban el convento.